# Markus Groß (lingüista)
Markus Groß (* 1962 en Hüttersdorf) es un lingüista alemán. Es profesor titular en el área de estudios europeos y lenguas en la Universidad de Ciencias Aplicadas de Kaiserslautern (sede de Zweibrücken) en el departamento de administración de empresas.

## Vida
Groß estudió fonética y fonología, filología románica, lingüística indoeuropea, estudios orientales y lingüística aplicada.
Antes de su actividad en la Universidad de Ciencias Aplicadas de Kaiserslautern (antigua Fachhochschule Kaiserslautern) desde 1993, trabajó durante tres años en la Universidad del Sarre como docente en fonética. Además, participó un año en un programa de trainee de Deutsche Bank, fue dos años y medio intérprete y traductor, así como lector de alemán en la Universidad de Kasetsart en Bangkok, y un año en el servicio de intermediación profesional de la oficina de empleo en Saarbrücken. Es uno de los dos interlocutores del departamento de Administración de Empresas para semestres en el extranjero y prácticas internacionales.

## Investigación y cooperación
- Lenguas, culturas y espacios económicos (Groß es miembro del grupo de investigación sobre la historia temprana del islam en torno a Christoph Luxenberg y Karl-Heinz Ohlig en la Universidad del Sarre en Saarbrücken, «escuela de Saarbrücken»).[2]
- Lenguas extraterrestres (Groß es experto en klingon y participa en los seminarios anuales de idioma klingon en Alemania[3]).
- Esperanto (Groß es miembro de la junta de la Federación de Esperanto de Sarre).[4]

## Publicaciones

### Obras como editor
- Markus Groß, Karl-Heinz Ohlig (eds.): Schlaglichter – Die beiden ersten islamischen Jahrhunderte. (= Inârah. 3). Verlag Hans Schiler, Berlín 2008, ISBN 978-3-89930-224-0.
- Markus Groß, Karl-Heinz Ohlig (eds.): Vom Koran zum Islam – Schriften zur frühen Islamgeschichte und zum Koran. (= Inârah. 4). Verlag Hans Schiler, Berlín 2009, ISBN 978-3-89930-269-1.
- Markus Groß, Karl-Heinz Ohlig (eds.): Die Entstehung einer Weltreligion I – Von der koranischen Bewegung zum Frühislam. (= Inârah. 5). Verlag Hans Schiler, Berlín 2010, ISBN 978-3-89930-318-6.
- Markus Groß, Karl-Heinz Ohlig (eds.): Die Entstehung einer Weltreligion II – Von der koranischen Bewegung zum Frühislam. (= Inârah. 6). Verlag Hans Schiler, Berlín 2011, ISBN 978-3-89930-345-2.
- Markus Groß, Karl-Heinz Ohlig (eds.): Die Entstehung einer Weltreligion III – Die heilige Stadt Mekka – eine literarische Fiktion. (= Inârah. 7). Verlag Hans Schiler, Berlín 2014, ISBN 978-3-89930-418-3.
- Markus Groß, Karl-Heinz Ohlig (eds.): Die Entstehung einer Weltreligion IV – Mohammed – Geschichte oder Mythos? (= Inârah. 8). Verlag Hans Schiler, Berlín 2017, ISBN 978-3-89930-100-7.
- Markus Groß, Karl-Heinz Ohlig (eds.): Die Entstehung einer Weltreligion V – Der Koran als Werkzeug der Herrschaft (= Inârah. 9). Verlag Schiler & Mücke, Berlín, Tubinga 2020, ISBN 978-3-89930-215-8.
- Markus Groß, Robert M. Kerr (eds.): Die Entstehung einer Weltreligion VI – Vom umayyadischen Christentum zum abbasidischen Islam (= Inârah. 10). Verlag Schiler & Mücke, Berlín, Tubinga 2021, ISBN 978-3-89930-389-6.

### Artículos
- Buddhistische Einflüsse im frühen Islam? En: Markus Groß, Karl-Heinz Ohlig (eds.): Schlaglichter: Die beiden ersten islamischen Jahrhunderte. Inârah, Schriften zur frühen Islamgeschichte und zum Koran. Band 3. Institut zur Erforschung der frühen Islamgeschichte und des Koran. Schiler, Berlín 2008, ISBN 978-3-89930-224-0.
- Neue Wege der Koranforschung aus vergleichender sprach- und kulturwissenschaftlicher Sicht. En: Markus Groß, Karl-Heinz Ohlig (eds.): Die Entstehung einer Weltreligion I – Von der koranischen Bewegung zum Frühislam. (= Inârah. 5). Verlag Hans Schiler, Berlín 2010, ISBN 978-3-89930-318-6.
- Der Koran – kein europäischer Text. Mehr als eine Rezension zu Angelika Neuwirth: «Der Koran als Text der Spätantike – Ein europäischer Zugang». En: Markus Groß, Karl-Heinz Ohlig (eds.): Die Entstehung einer Weltreligion III. Die heilige Stadt Mekka – eine literarische Fiktion. Schiler, Berlín 2014, ISBN 978-3-89930-418-3.
- Bemerkungen zum Judenchristentum, Syrischer Theologie und der Sinnhaftigkeit historischer Kategorien. En: Markus Groß, Karl-Heinz Ohlig (eds.): Die Entstehung einer Weltreligion IV. Mohammed – Geschichte oder Mythos? Schiler, Berlín 2017, ISBN 978-3-89930-100-7.